# ضائع في اللغة والصوت
ضائع في اللغة والصوت: أو كيف وجدت طريقي إلى الفنون: مقالات، عبارة عن مجموعة من 25 مقالة شخصية كتبها نتوزاكي تشانغ. تستكشف المجموعة مواضيع مثل العنصرية والتمييز بين الجنسين وموسيقى الجاز والرقص والكتابة. المقالات بمثابة السيرة الذاتية، والموسيقى، والنقد الأدبي، والنقد الاجتماعي. بينما تمت كتابة بعض القطع خصيصًا للمجموعة، تمت كتابة العديد منها على مدار أكثر من 30 عامًا.
في فبراير 2011، تم عرض مقال لماذا اضطررت للرقص على هيئة رقصة في كلية أوبرلين. قامت المتعاونة مع شانج منذ فترة طويلة دانا مكانترلي بتصميم وإخراج القطعة.

## أسلوب
تتم كتابة العديد من المقالات بأسلوب شانج المميز، والذي يتضمن تهجئة خاصة ونقص في الأحرف الكبيرة وعلامات ترقيم غير تقليدية. على سبيل المثال، في جميع المقالات، تستبدل كلمة شانج بكلمة «خفة» أو «و» شانج تصف دوافعها لتحدي القواعد الإملائية والنحوية التقليدية في مقال«قلمي هو المنجل». تكتب عن رغبتها في «مهاجمة تشويه اللغة الذي تفعله». لقد تعلمت أن أكره نفسي باستخدامها في لغة تديم المفاهيم المؤلمة لكل طفل أسود بينما يتعلم /تتعلم التحدث عن العالم

## ثيمات

### موسيقى ورقص
ركز عدد من المقالات على موضوعات الرقص والموسيقى. في «لماذا اضطررت للرقص» تصف تعرضها للرقص في طفولتها من خلال مسرحيات بوسبي بيركلي الموسيقية، وشغف والديها بالرقص، وتعرضها لرقصات أمريكا اللاتينية. تصف تجاربها كراقصة ومحورية الرقص والحركة في مشروعها الفني. في «2 طاقم مباشر»، ينتقد شانج كلمات الراب، ومغنيين الراب، والمفكرين الذكور السود الذين يأتون للدفاع عنهم. تدعي أن كلمات الأغاني تعزز المواقف التي تؤدي إلى العنف ضد النساء السود. تكتب شانج أيضًا عن الفنانين الذين تعرفهم وعملت معهم عن قرب مثل ديان ماكنتاير.

## استقبال
تعرض ضائع في اللغة والصوت بتعليقات، على الرغم من قلة عددها، إلا أنها كانت إيجابية إلى حد كبير وأشادت بالعمل على تأثيره العاطفي. تراجع كريكويز مجموعة المقالات الموصوفة بأنها مختلطة ولكنها غالبًا ما تكون عاطفية وممتنة وحكيمة. تصف مراجعة من دايلز مورننق نيوز المجموعة بأنها مليئة بالثراء المؤثر ووصفتها الأسبوعية بيبشير بأنها "استكشاف شخصي عميق وشامل للكلمات والحركة وحالة العرق في أمريكا.

## قائمة القصائد
الحروف الهجائية إلى هاجس النص 2- التاريخ - للفتيات ذوات البشرة الملونة اللواتي يفكرن في الانتحار عندما يكون قوس قزح كافياً. 3- خسائر لا تعوض عن تقاليد المسرح الأسود. 4- القلم المنجلي 5- عند أخذ الإمكانية الفردية الحتمية الشعرية. 6- كيف انتقل فيرلينج إلى المناطق الجنوبية الغربية، أو انتصار شخصي على جيوش الحضارة الغربية. 7- الوصول إلى حيث يجب أن تكون طبيعة التعاون في الأعمال التجارية الحديثة. 8- لماذا كان علي أن أرقص؟ 9- الحركة، قوة العضلات، أي ماكنتاير. 10-هل سمعت الحشد يقول آمين؟ 11- الاحتفال ببقاء الأسود / الرقص الأسود أمريكا أكاديمية بروكلين للموسيقى (21-24 أبريل 1983. 12- الانفجار 13- طاقمان على الهواء 14- المدرب 15- الغرفة المظلمة 16- والدي العزيز (هذا الحب أنا) أعطني)) 17 - إيلي، هذه الأم 18 - على الحرير 19 - ابحث عن منزل 20 - لكنك أتيت إلي 21 السيد المحارب 22 - العدل 23 - هل ترغب في عدم القيام بذلك؟ ماذا تعني أنك لا تستطيع أن تفهمني؟ 24 رسالة لشاعر شاب 25- حب أول

## فهرس
- Shange، Ntozake (2011). lost in language & sound: or how i found my way to the arts: essays. New York: St. Mark's Griffin. ISBN:0 312 06424 1.